# Brognaturo
Brognaturo ist eine süditalienische Gemeinde (comune) mit 668 Einwohnern (Stand 31. Dezember 2023) in der Provinz Vibo Valentia in Kalabrien. Die Gemeinde liegt etwa 22,5 Kilometer ostsüdöstlich von Vibo Valentia in der Serre Calabrese und grenzt unmittelbar an die Provinz Catanzaro und die Metropolitanstadt Reggio Calabria. Der Lago di Lacina befindet sich im Gemeindegebiet.